# Ferdinand Piontek
Ferdinand Piontek (ur. 5 listopada 1878 w Głubczycach zm. 2 listopada 1963 w Görlitz) – niemiecki duchowny katolicki, wikariusz kapitulny archidiecezji wrocławskiej, administrator niemieckiej części archidiecezji wrocławskiej w latach 1947-1963.

## Życiorys
Pochodził z rodziny Ślązaków. Stąd mówił zarówno po niemiecku jak i po polsku. Ukończył Gimnazjum Królewskie w Raciborzu, a następnie studiował teologię i filozofię na Uniwersytecie Wrocławskim. W 1907 uzyskał doktorat z teologii.
Od 1903 ksiądz rzymskokatolicki. Pracował początkowo w Berlinie (Weissensee, Lichterfelde), a następnie w Koszalinie. Podczas pobytu na Pomorzu został kapelanem wojskowym dla katolików w Koszalinie i Białogardzie. 0d 1921 pracował w duszpasterstwie i administracji kościelnej we Wrocławiu. Od 1921 był kanonikiem kapituły katedralnej, od 1933 prałatem i proboszczem parafii archikatedralnej, a od 1939 dziekanem kapituły katedralnej. W kurii biskupiej zajmował się m.in. sprawami komisariatów arcybiskupich w Czechosłowacji. 
W 1945 przed oblężeniem opuścił Wrocław i udał się do Lubania, a następnie do Litomierzyc. Po zakończeniu działań wojennych przebywał krótko w Zgorzelcu i Legnicy. 16 lipca 1945 po śmierci kardynała Adolfa Bertrama został wybrany na wikariusza kapitulnego archidiecezji wrocławskiej. Po spotkaniu z kardynałem Augustem Hlondem i przejęciu archidiecezji przez polskich administratorów (Gorzów, Opole, Wrocław) w miarę możliwości organizował życie religijne dla pozostających jeszcze na Śląsku niemieckich katolików. 
W 1946 wyjechał z Wrocławia. Przebywał w Peine w Brytyjskiej Strefie Okupacyjnej. W 1947 osiadł w Görlitz w Radzieckiej Strefie Okupacyjnej. Objął rządy w niemieckiej części archidiecezji wrocławskiej. Mimo trudności podjął się reorganizacji podległego mu ordynariatu. Zorganizował kurię w Görlitz, seminarium duchowne w Neuzelle. Podzielił też administraturę zgorzelecką na sześć dekanatów.
W 1953 otrzymał przywilej noszenia infuły i pastorału. W 1959 został nominowany administratorem apostolskim w Görlitz i konsekrowany biskupem tytularnym Barca. W 1963 został mianowany asystentem tronu papieskiego.
Pochowany został przy kościele św. Jakuba w Görlitz.